# День та ніч
«День та ніч» (рос. «День да ночь») — радянський художній фільм 1970 року, знятий на кіностудії «Білорусьфільм».

## Сюжет
Молоді герої фільму зуміли відчути і грізні відгомони Німецько-радянської війни, що почалася в такий же день 29 років тому, 22 червня 1941 року, і свою відповідальність за безтурботність мирних буднів, і радість зустрічі з першим глибоким почуттям, і необхідність завжди бути разом, що б не трапилося…

## У ролях
- Ольга Сошникова — Даня
- Анатолій Антосевич — Христофор
- Олександра Климова — фронтовичка
- Надія Семенцова — мати Христофора
- Лев Золотухін — батько Христофора
- Віолетта Жухимович — Лариса
- Сергій Піжель — Семен
- Любов Малиновська — тітка Таня
- Світлана Мазовецька — Нюра
- Любов Соколова — Анна Василівна
- Світлана Степанова — знайома генерала
- Юрій Верігін — студент-випускник
- Степан Бірилло — ректор
- Іван Шатило — Михайло, генерал
- Світлана Меньшикова — студентка-випускниця
- Світлана Турова — студентка-випускниця
- Тамара Муженко — буфетниця

## Знімальна група
- Режисер — Діамара Нижниковська
- Сценарист — Йосип Герасимов
- Оператор — Марк Брауде
- Композитор — Микита Богословський